# 刘飞 (1905年)
刘飞（1905年12月29日—1984年10月24日），原名刘松清。中国人民解放军中将。

## 生平

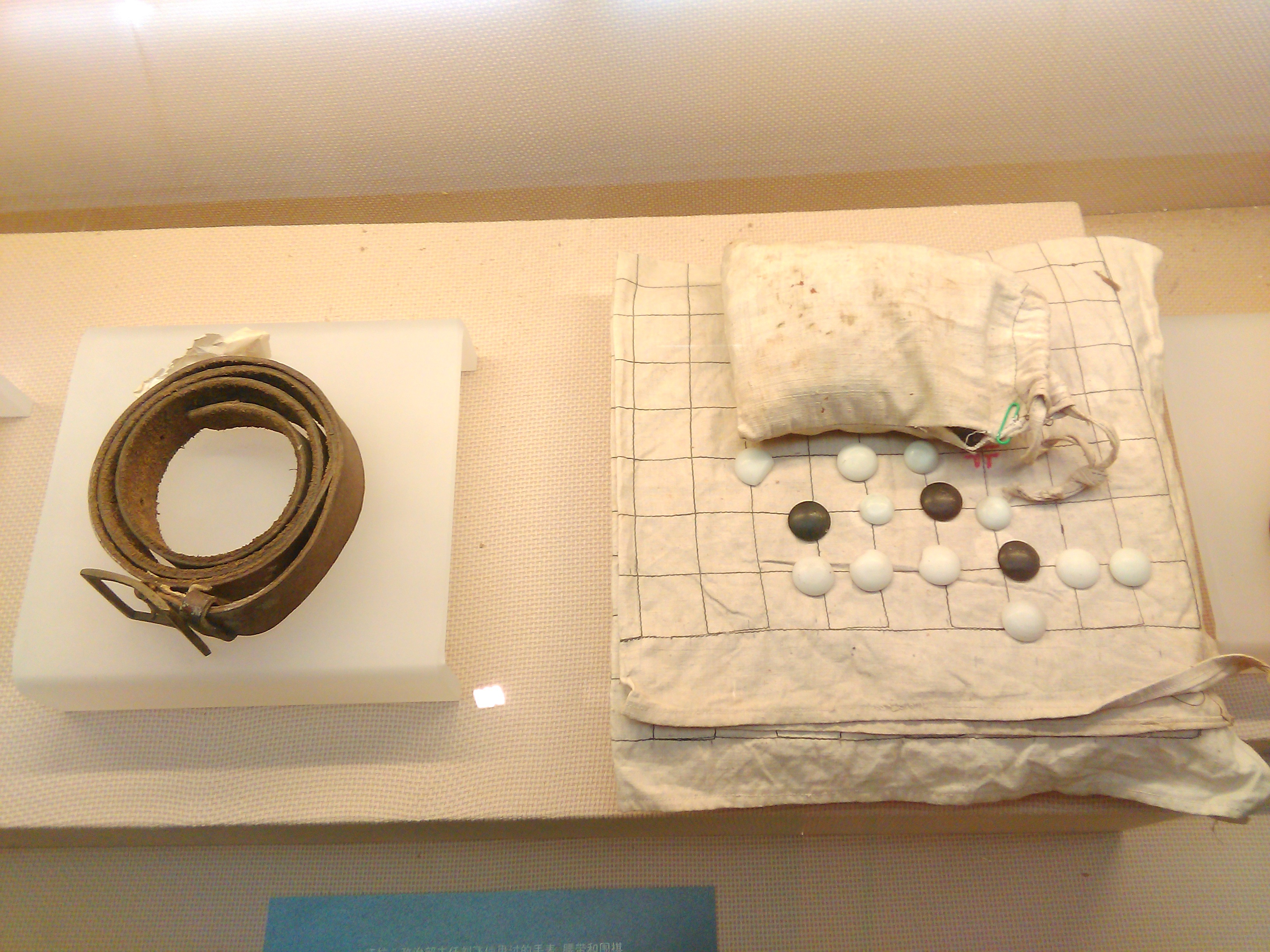
江抗政治部主任刘飞使用过的腰带和围棋

1955年获二级八一勋章、一级独立自由勋章、一级解放勋章。